# Distrito de Trashigang
El distrito de Trashigang es uno de los veinte distritos en que se divide Bután. Se trata del dzongkhag (distrito) que está situado más al este y es además uno de los más extensos del país. Cubre un área de 4260 km² y presenta una población de 71 768. Su capital es Trashigang.

## Geografía

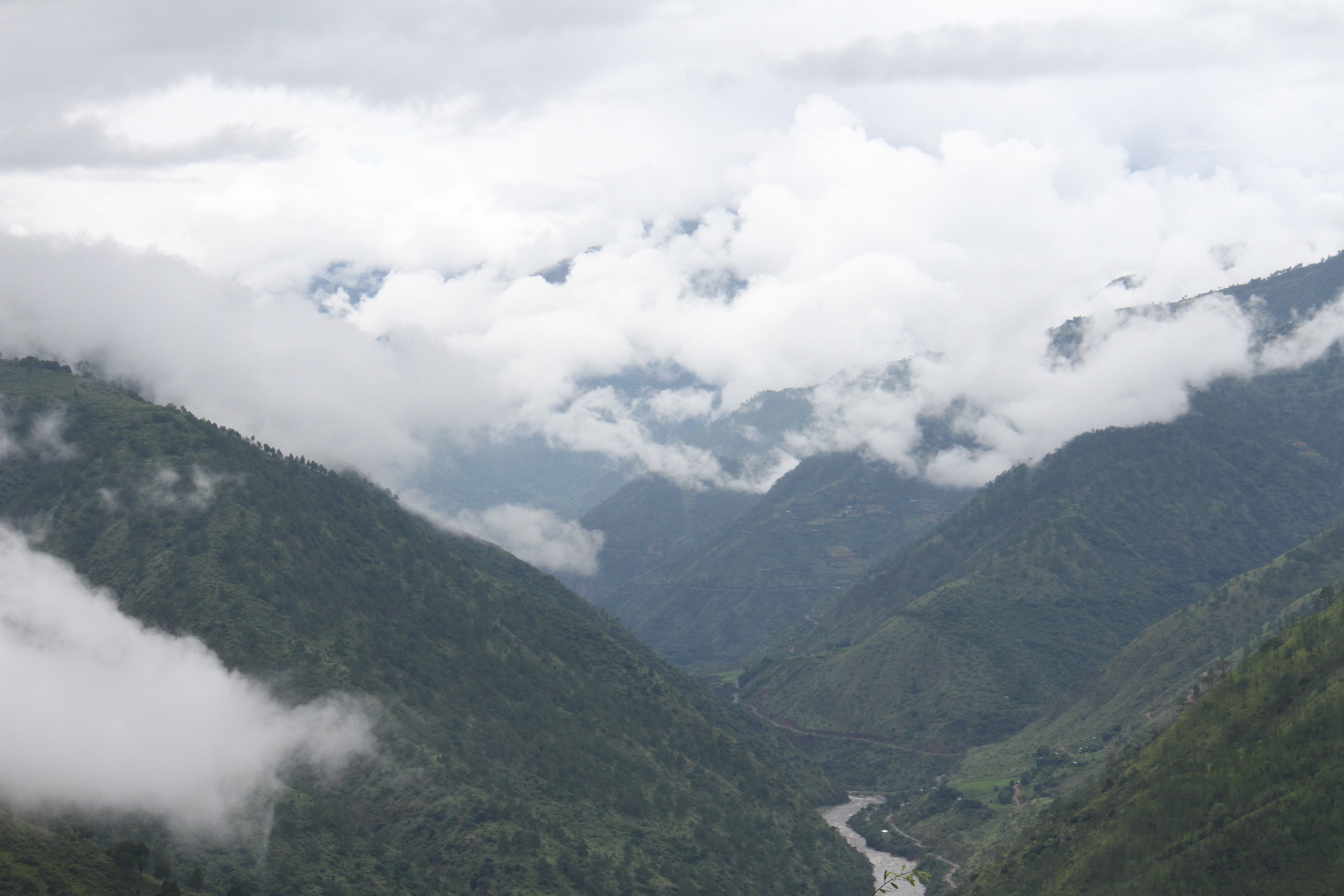
Paisaje típico del Himalaya desde el distrito de Trashigang.

Trashigang está a 551 km de Thimbu, la capital de Bután. El Drangme chuu, uno de los ríos más grandes del país, pasa por este distrito. La elevación de la altitud varía de 600 m a más de 4500 m sobre el nivel del mar. El clima es principalmente templado, con una precipitación anual entre 1000 mm y 2000 mm. El asentamiento humano más bajo se encuentra a una altitud de 550 m sobre el nivel del mar; el más alto se ubica en Merak, con una altitud de 4600 m.

## Idiomas
El idioma dominante de Trashigang es el tshangla (sharchopkha), la lengua franca del este de Bután. En la región del extremo oriental del distrito se hablan dos lenguas minoritarias importantes: el idioma bódico dakpa del este y el idioma bódico brokpa del sur. El dakpa es hablado por descendientes de comunidades de pastores de yaks.

## Economía y educación
Si bien no tiene un área urbana importante, el dzongkhag de Trashigang  tiene la población más densa de Bután. Solía ser parte de una importante ruta comercial que conectaba Assam con el Tíbet, y todavía es una ruta principal para el comercio de Bután con la India. Las ciudades principales de la región incluyen a Trashigang (la capital del distrito), Radi, Rangjung y Phongmey. La región es productora de arroz y lavanda.
En el distrito de Trashigang se ubica la Universidad Sherubtse, el primer centro educativo dentro del sistema de las Universidades Reales de Bhután.

## Puntos de interés

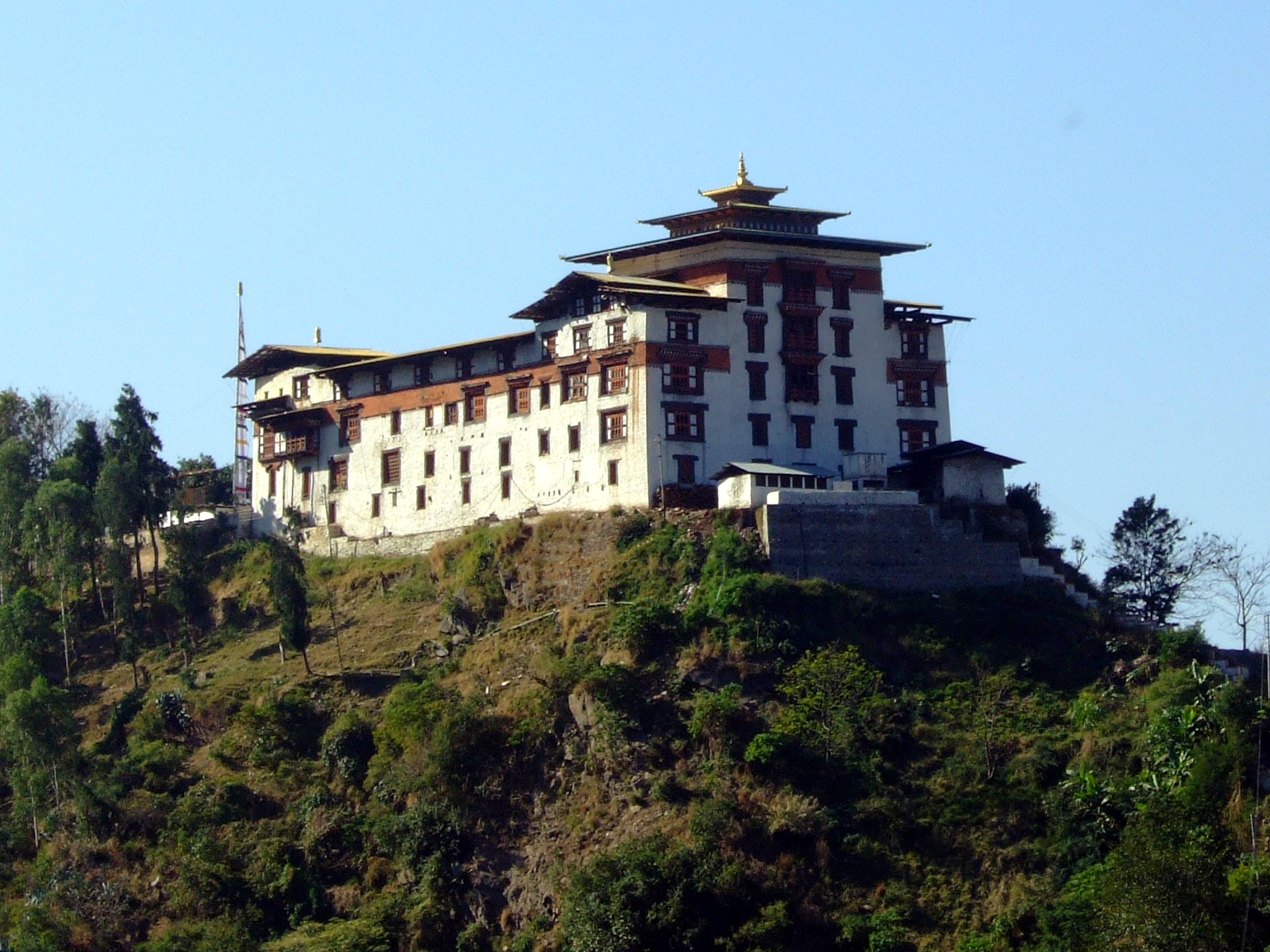
El Dzong de Trashigang.

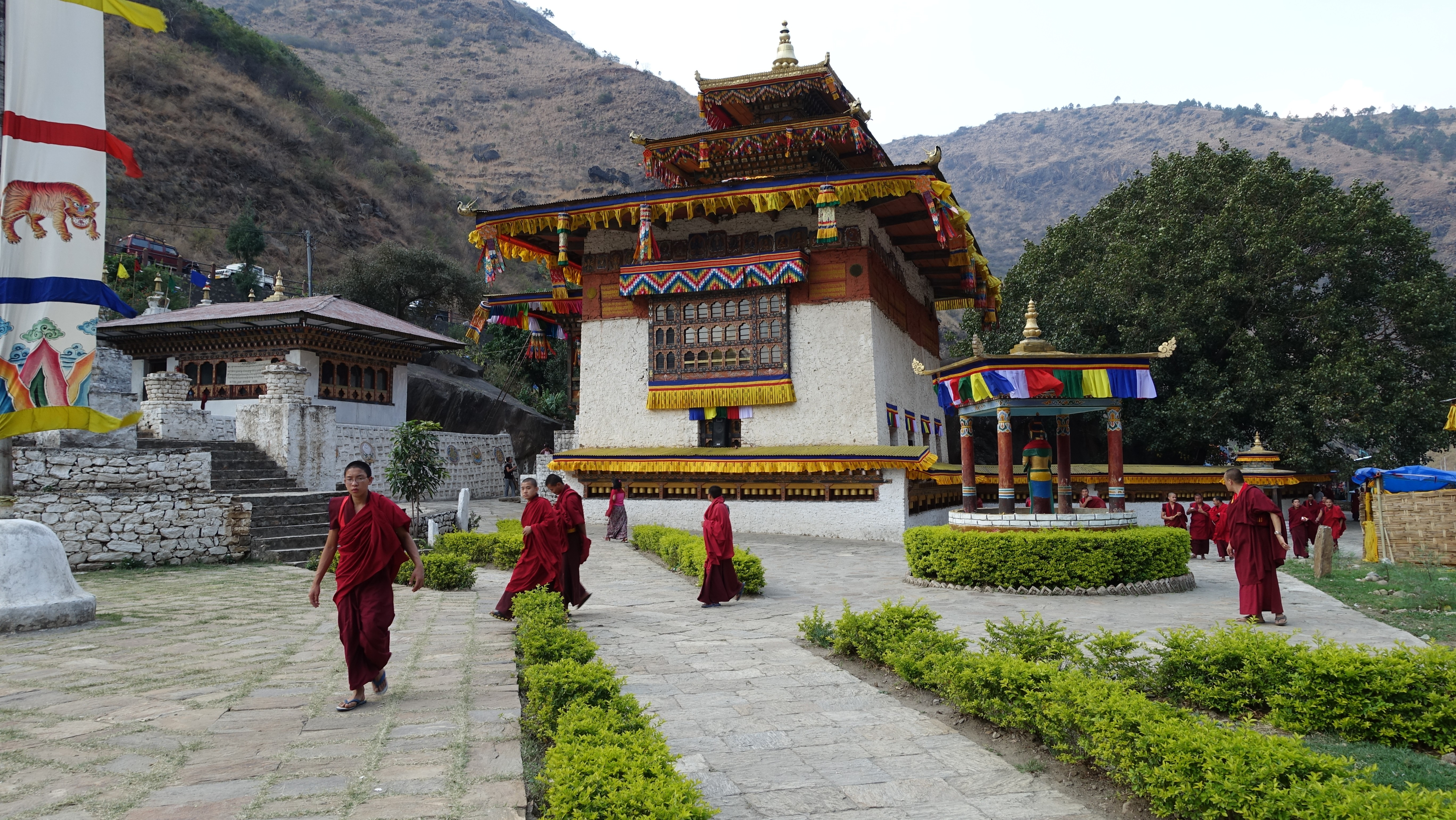
Templo Gom Kora.

El dzong de Trashigang (fortaleza) fue construido en 1659 por el tercer Druk Desi, Chögyal Mingyur Tenpa, para defenderse de los invasores tibetanos. Debido a su altitud, los ejércitos invasores comentaron que «no es un dzong en el suelo, está en el cielo».
Un antiguo lhakhang (templo) se encuentra en el distrito. Conocido por su jardín de rocas, contiene una huella sagrada que se dice que pertenece a Guru Rimpoche o a un khandroma (ángel).
Rangjung, a 16 km al este de la capital del distrito, cuenta con el monasterio de Rangjung Ösel Chöling, establecido por Dungse Garab Dorje Rinpoche en 1989. El templo contiene imágenes de Padmasambhava, Shantarakshita y Chögyal Trisong Detsen (Khen-Lop-Chö sum).

## Área protegida
El Santuario de Vida Silvestre de Sakteng es una de las diez áreas protegidas de Bután, fue creado en parte para proteger al migoi, un tipo de yeti, en cuya existencia creen la mayoría de los butaneses. El santuario cubre el tercio este del distrito (los gewogs de Merag y Sakteng), y está conectado a través de un corredor biológico con el Santuario de Vida Silvestre Khaling en el distrito de Samdrup Jongkhar al sur.

## Condados
El distrito de Trashigang está dividido en dieciséis condados:
- Bartsham
- Bidung
- Kanglung
- Kangpara
- Khaling
- Lumang
- Merak
- Nanong
- Phongmey
- Radhi
- Sakten
- Samkhar
- Shongphu
- Thrimshing
- Uzorong
- Yangneer